# Svalbard Museum
Svalbard Museum er et natur- og kulturhistorisk museum for Svalbard og Arktis. Muséets samling består af genstande, fotografier, arkivalier, kunst og bøger og er på over 1700 registrerede genstande.
Museet ligger i Longyearbyen og åbnede i 1979. Indtil 2006 havde en tidligere griselade hjemsted for museets faciliteter. I april 2006 flyttede museet til de nybyggede bygninger i Svalbard Forskningspark.
Svalbard Museum blev 1. januar 2006 organiseret som en fond, hvor medlemmerne var Longyearbyen lokalstyre, Store Norske Spitsbergen Kulkompani, Universitetscenteret på Svalbard, Norsk Polarinstitut og Sysselmannen på Svalbard.